# Happy Ice Cream!
Happy Ice Cream! (ハッピーアイスクリーム！?, Happī Aisu Kurīmu!) è un manga shōjo di Mika Kawamura, serializzato nella rivista Nakayoshi della Kōdansha da ottobre 2003 a dicembre 2004, per poi essere raccolto in tre tankōbon. In Italia la serie è stata pubblicata da Play Press Publishing da settembre a novembre 2006.

## Trama
Dopo la partenza dei genitori per l'estero, la tredicenne Sakurako Misaki si trasferisce in un nuovo appartamento con la sorella maggiore Momoko, che la lascia sola il giorno stesso del trasloco per andare a convivere con il suo ragazzo. Vicini di casa di Sakurako sono tre ragazzi, Tsukasa, Kotaro e Mikado, del quale la ragazza è innamorata. I tre, però, nascondono un segreto: non appena hanno un pensiero anche solo vagamente eccitante, si trasformano in bambini per dodici ore a causa di una maledizione causata dal loro antenato Genji, il Principe Splendente. Solo Sakurako ha il potere di farli tornare normali subito, baciandoli sulla fronte: la maledizione verrà spezzata solo quando sarà riuscita a mostrare loro il vero amore.

### Il principe dei ghiacci
Il principe dei ghiacci (こんちあーす！?, Konchi āsu!) è una storia breve realizzata nel 2003 da Mika Kawamura per un supplemento di Nakayoshi prima di cominciare Happy Ice Cream!. È inclusa nel secondo volume del manga e parla di Hibiki, il principe del regno glaciale, inseguito dal gruppo del magma del paese infuocato, che vuole rapirlo e usurparne il trono. In fuga sulla Terra, viene accolto dalla famiglia Sakuramori.

## Personaggi
Sakurako Misaki (美咲桜子?, Misaki Sakurako)
Ha 13 anni, è nata il 3 marzo ed è dei Pesci. Allegra e solare, ha una cotta per Mikado, con il quale alla fine si fidanza, una volta rotta la maledizione. È l'unica in grado di far tornare i tre ragazzi normali con un bacio sulla fronte perché è la reincarnazione di Murasaki, la donna amata da Genji. Se non bacia i bambini sulla fronte, diventa lei stessa una bambina e torna normale solo se Mikado, Kotaro e Tsukasa la baciano a loro volta. Adora i ciliegi e il colore rosa.
Mikado Tenoo (天皇帝?, Tenō Mikado)
Ha 13 anni, è nato il 5 maggio ed è del Toro. Il ragazzo più popolare della scuola media di Sakuragaoka, è in classe con Sakurako, che ha una cotta per lui. Sua madre è morta quando lui era piccolo e il padre si è risposato con Haruka, un'infermiera di ventinove anni che faceva da insegnante privata a Mikado quando era più piccolo. Il bambino si era innamorato di lei e, quando aveva saputo del matrimonio tra lei e il padre, si era sentito usato, ma poi ha capito di sbagliarsi. Alla fine s'innamora di Sakurako e rinuncia a partire per l'America. Ama la pasta e il curry, e il suo colore preferito è il blu scuro.
Kotaro Tenkawa (天河光太郎?, Tenkawa Kōtarō)
Ha 13 anni, è nato il 10 giugno ed è dei Gemelli. È uno street dancer, chiama Sakurako "Sakuruccia" e proviene da una famiglia ricca. Si trasferisce nella scuola di Sakurako dalle medie Minami per proteggere la ragazza dalle ire delle ammiratrici di Mikado, gelose di lei. A sei anni, quando è stato ricoverato in ospedale, si è innamorato di una sua coetanea debole di cuore, Himeko Saotome, che è morta dopo qualche mese. Per questo conserva la linguetta di una lattina datagli da Himeko come anello di fidanzamento e non riesce più a innamorarsi, finché non incontra Sakurako. Il suo piatto preferito è l'hamburger e gli piace il colore arancione.
Tsukasa Tenjin (天神司?, Tenjin Tsukasa)
È nato il 13 dicembre ed è del Sagittario. Un attore del teatro kabuki, chiama Sakurako "Gattina" e viaggia in moto. È il figlio illegittimo di un attore kabuki e della sua amante, e per questo molti parlano male di lui, soprattutto quando ottiene dei ruoli da protagonista. I suoi cibi preferiti sono i ravioli e il gratin.
Genji, il Principe Splendente (光源氏?, Hikaru Genji)
Personaggio del famoso racconto Genji monogatari, Mikado, Kotaro e Tsukasa sono suoi discendenti. Poiché in vita ha trattato l'amore con leggerezza, innamorandosi solo alla fine, i suoi discendenti sono stati colpiti da una maledizione che li trasforma in bambini per dodici ore non appena hanno un pensiero eccitante. Il suo spirito risiede nel ciliegio fuori dal condominio dove vive Sakurako.
Aachan
Una delle amiche di Sakurako, è socievole e si preoccupa per gli altri. Ha un fratello minore e le piacciono molto le fragole. Si prende una cotta per Kotaro, ma il ragazzo la respinge.
Sachi
Una delle amiche di Sakurako, ha quattro fratelli minori e i suoi genitori hanno una pescheria, nella quale anche lei a volte dà una mano.
Momoko Misaki (美咲ももこ?, Misaki Momoko)
Ha 18 anni, è nata il 1º agosto ed è del Leone. La sorella maggiore di Sakurako, studia Arte all'università. Lavora part-time come pupazzo vivente per un grande magazzino insieme al fidanzato Naoto, con cui convive. Il suo piatto preferito è lo stufato di carne.
Naoto Kanzaki (ナオト?, Naoto)
Ha 18 anni, è nato il 21 luglio ed è del Cancro. Il fidanzato di Momoko, studia Medicina.

## Volumi
| Nº | Titolo italiano Giapponese 「Kanji」 - Rōmaji                            | Data di prima pubblicazione         | Data di prima pubblicazione |
| Nº | Titolo italiano Giapponese 「Kanji」 - Rōmaji                            | Giapponese                          | Italiano                    |
| 1  | Happy Ice Cream! 1 「ハッピーアイスクリーム！ 1」 - Happī Aisu Kurīmu! 1 | 6 aprile 2004 ISBN 4-06-364047-7    | 1º settembre 2006           |
| 2  | Happy Ice Cream! 2 「ハッピーアイスクリーム！ 2」 - Happī Aisu Kurīmu! 2 | 6 agosto 2004 ISBN 4-06-364056-6    | 1º ottobre 2006             |
| 3  | Happy Ice Cream! 3 「ハッピーアイスクリーム！ 3」 - Happī Aisu Kurīmu! 3 | 27 dicembre 2004 ISBN 4-06-364066-3 | 1º novembre 2006            |